# 坂戸藩
坂戸藩（さかとはん）は、越後国魚沼郡（現在の新潟県南魚沼市）に存在した藩。居城は坂戸城。

## 藩史
慶長3年（1598年）、堀秀治が上杉氏に代わって越後に入部したとき、堀直寄（堀直政の子）が坂戸2万石に入った。直寄は慶長11年（1606年）の堀鶴千代の死去により蔵王堂藩3万石を加増され、5万石を領すようになった。しかし、慶長13年（1608年）に父・直政が死去すると直寄は幼主・堀忠俊のもとでの主導権をめぐって兄直清と争う。これに勝利はしたが、忠俊は内紛の責任を問われ改易とされ、直寄も坂戸5万石から信濃国飯山藩4万石に減移封された。坂戸藩は廃藩となった。

## 歴代藩主
堀家
外様。2万石→5万石。
1. 堀直寄（なおより）